# Хасан, Нидал
Нидал Малик Хасан (англ. Nidal Malik Hasan) — бывший майор Вооружённых сил США, расстрелявший 5 ноября 2009 года сослуживцев на своем рабочем месте. В результате погибло 13, и были ранены 32 военнослужащих США. В перестрелке с полицией был ранен и арестован. После долгих разбирательств, 28 августа 2013 года, 42-летний Нидал Малик Хасан был приговорён к смертной казни путём введения инъекции.

## Биография

### Ранняя жизнь
Родился 8 сентября 1970 года в пригороде Вашингтона — Арлингтоне, (Виргиния, США), в семье выходцев из Палестины. Был старшим ребёнком в семье. У Хасана есть два младших брата. Один живет в Иерусалиме, второй в Виргинии. Окончив начальную школу, в 1984 году Нидал пошёл учиться в Wakefield High School. Однако в 1985 году семья перебралась в город Роанок в том же штате, и Хасан перешел в William Fleming High School, которую с отличием окончил в 1988 году. Родители Хасана содержали небольшое кафе и после окончания школы Нидал устроился работать туда. Его отец умер от сердечного приступа в 1998 году, а мать от рака в 2001 году.

### Высшее образование и военная служба
Отработав год в родительском кафе, Хасан в 1989 году поступил в Политехнический университет Виргинии на биохимический факультет. В том же году он добровольно завербовался рядовым в Вооруженные силы США. В 1997 году Хасан получил степень бакалавра по биохимии и окончил университет. Затем Нидал учился ещё в двух медицинских академиях в период с 1997 по 2003 годы. После окончания ему было присвоено звание лейтенанта и он получил должность военного психиатра. В мае 2009 года ему было присвоено звание майора ВС США. В июле того же года его перевели на новое место службы на военную базу Форт-Худ (штат Техас, США).